# 문산면
문산면(文山面)은 대한민국 충청남도 서천군의 면이다. 면적은 28.19 km2, 인구는 2015년 12월 말 주민등록 기준으로 1,351 명이다.

## 행정 구역
- 구동리(九洞里)
- 금복리(金福里)
- 문장리(文章里)
- 북산리(北山里)
- 수암리(水巖里)
- 신농리(神農里): 행정복지센터 소재지
- 은곡리(恩谷里)
- 지원리(支院里)